# Pietro Torrigiano

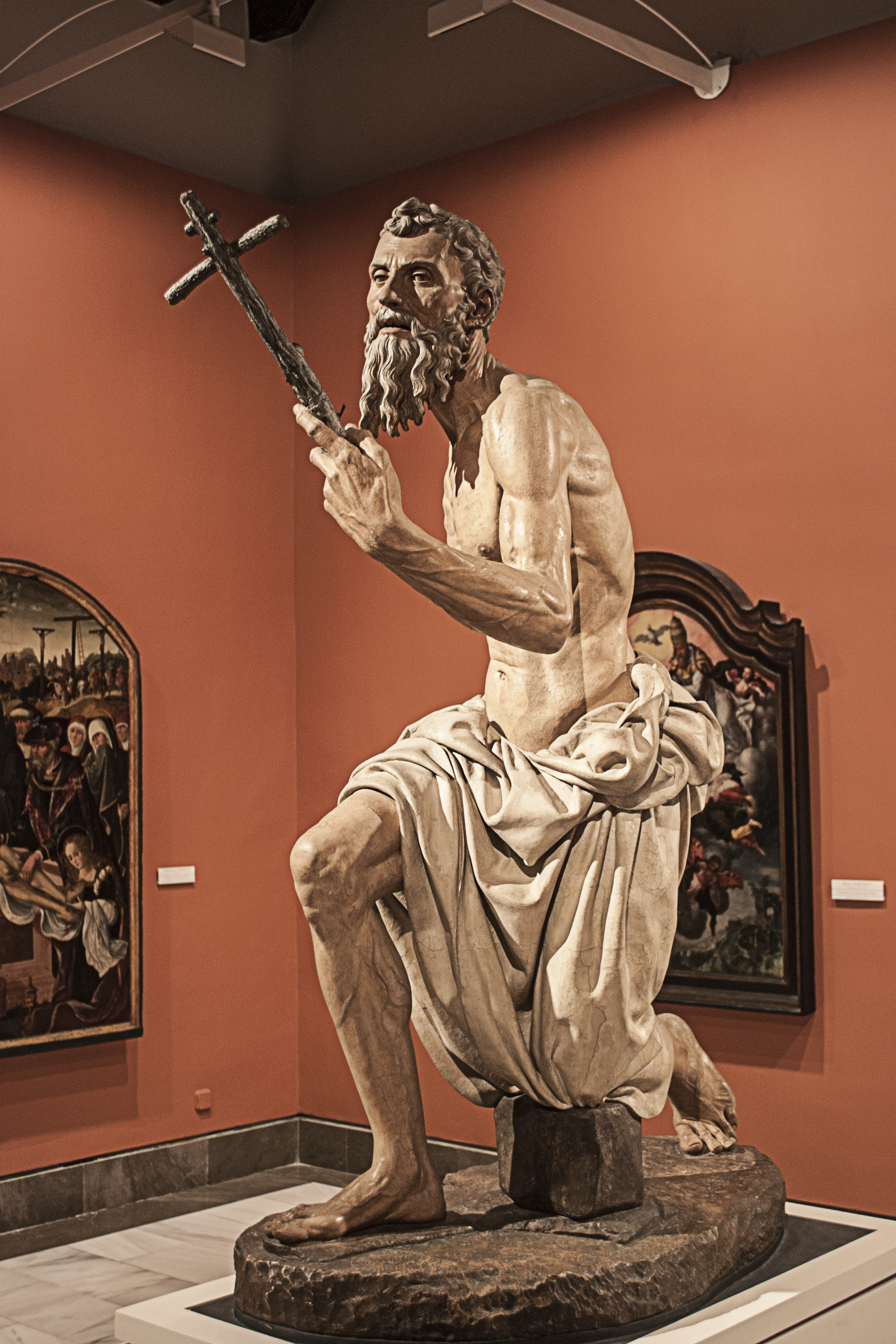
Socha svatého Jeronýma

Pietro Torrigiano (24. listopadu 1472, Florencie, Itálie – srpen 1528, Sevilla, Španělsko) byl italský sochař z florentské školy.
Je považován za jednoho z nejvýraznějších umělců, který rozšířil vliv renesančního umění na sever a jih Evropy. Životopisec Giorgio Vasari se o Pietru Torrigianim zmiňuje jako „scultor Fiorentino“, neboli sochař florentský. Narodil se ve Florencii roku 1472 jako syn vinaře Torrigiana Torrigianiho. Vasari a jeho monografie, která představuje jeden ze základních zdrojů informací o umělcích a jejich uměleckých aktivitách, obohacoval své životopisy dochovanými portréty umělců, ale v případě Torrigiana je grafická kartuš s portrétem prázdná, tudíž jeho podoba je dosud neznámá.

## Doba učení ve Florencii a roztržka s Michelangelem
Svá učednická léta strávil v tehdy nejprestižnější škole ve Florencii v tzv. zahradě na náměstí sv. Marka, kterou zakoupil Lorenzo de´Medici přezdívaný Lorenzo Nádherný. Lorenzo byl významným sběratelem a mecenášem umění, rovněž podporoval výchovu mladé generace umělců z řad malířů a sochařů. Vedení školy se ujal Bertoldo di Giovanni, žák a následovník Donatella. Podle souvislostí, které jsou zmíněny ve Vasariho Životech a příslušných vysvětlivkách, zde Pietro Torrigiano začal působit krátce po založení školy v roce 1488. Setkal se zde se svým budoucím rivalem Michelangelem Buanarottim a Francescem Granaccim, kteří přišli z dílny Domenica Ghirlandaia. Vasari popisuje jejich setkání s Torrigianim takto: „Tak se oba chlapci dostali do Lorenzovy zahrady, kde se setkali s mladým Torrigianim z rodiny Torrigianiů, který tam z hlíny dělal jakési volné sochy, jež mu zadal Bertoldo.
Od Bertolda se Pietro naučil zpracování hlíny, modelaci a lití bronzu, které později jako kovolitec využil v Anglii. Kromě vlivu Bertolda di Giovanniho byla zahrada obklopena sběratelskými skvosty Lorenza Nádherného, tudíž mladí umělci měli možnost studovat a učit se v kresbě podle předloh antických památek. Bertoldo předkládal žákům i své modely, ale také modely dalších umělců, kteří své kresebné schopnosti vylepšovali díky průkopníkům rané renesance jako Filippo Brunelleschi, Masaccio a další. Torrigiano se soustředil na terakoty a zpracování mramoru.
Povahou byl spíše vznětlivý, nebojácný, cholerický a soutěživý, což vedlo ke známé roztržce s Michelangelem. Důvodem se stala soutěživost, kdo z nich bude lepší v kreslení podle předlohy. Tématem byly Masacciovy postavy nacházející se na freskách v kapli rodiny Brancacci v Santa Maria del Carmine ve Florencii. Roztržka s Michelangelem, při níž mu Pietro zlomil nos, měla později za následek Michelangelovo celoživotního prahnutí po dokonalosti a Torrigianovo vyhnání z Florencie Lorenzem Nádherným pravděpodobně před rokem 1492. Díky přátelství mezi Vasarim a Michelangelem se k povaze Pietra staví až příliš kriticky.
Ještě předtím roku 1490 Pietra Torrigiana pověřil kardinál Francesco Piccolomini zhotovením výzdoby oltáře umístěného v levé boční lodi v katedrále Nanebevzetí Panny Marie v Sieně. Oltář vytvořil Andrea Bregno spolu s Luigim Capponim mezi léty 1481 až 1485. Pietro vytvořil nedokončenou sochu svatého Františka z Assisi. Po vyhnání přebral Michelangelo roku 1501 zakázku na vytvoření 15 soch, kde je započítána i nedokončená socha sv. Františka.

## Cesta do Bologne, Říma a zpět do Florencie
V létě roku 1492 se ocitl v Bologni, kde dostal zakázku na vytvoření terakotové busty fyzika Stefana della Torre. Později přišel do Říma, kde se podílel společně s Andreem Bregnou a Bernardinem di Betto Pinturicchiem na štukové výzdobě vatikánského paláce pro papeže Alexandra VI. z rodu Borgiů. V Římě pobýval zřejmě až do roku 1503. Během pobytu vytvořil ještě několik terakotových a mramorových byst. Jeho služby využil i papežský sekretář kardinál Adriano Castellesi, Španěl, který si objednal u Torrigiana výzdobu hlavního portálu kostela Sant Giacomo degli Spagnoli na Piazza Navona v Římě. Výzdoba portálu byla zhotovena v letech 1499–1500. V dochovaných dokumentech je uváděn jako Petrus Scarpelinus florentinus. Až do roku 1502 vytváří další práce pro kostel, např. mramorový oltář připisovaný donátorovi Franciscu Gundisalvovi de Valladolid a další.
Ve Florencii se vrátil opět k sochařství a vytváří několik málo děl z mramoru, bronzu pro florentské obchodníky a polychromovanou sošku Madony s dítětem kolem roku 1500 umístěné v Palazzo Ducale v Urbině. Torrigiano využil kontaktů kardinála Piccolominiho, Castellesiho i florentských obchodníků, kteří tvořili hlavní spojnici italského umění s Evropou, aby mu zajistili zakázku u královského dvora v Anglii.

## Cesta do Anglie
Pobyt Torrigiana v Anglii trval od roku 1506 až do roku 1522/ 5. Roku 1507 přichází do Londýna, kde se ocitá na dvoře krále Jindřicha VII. Anglie tehdy ještě gotická uvítala z rukou Pietra Torrigiana nový sloh. Roku 1509, těsně před svou smrtí, král Jindřich VII. požaduje po Torrigianim vytesat a odlít náhrobek své matky Lady Margaret Beaufortové ve Westminsterském opatství. Po smrti krále Jindřicha VII. Pietro zůstává ve službách jeho syna Jindřicha VIII. Panovník jej pověřuje roku 1512 stejnou zakázkou jako tenkrát jeho otec a to zhotovit monumentální náhrobek jeho otce Jindřicha a matky Elizabethy z Yorku z bronzu, bílého mramoru a prubířského kamene opět ve Westminsteru. Náhrobky jsou zhotoveny v podobě givantu s podobiznou mrtvého na víku. Torrigiano zde navazuje na tradici gotické skulptury náhrobku užívané především v klášteře Saint Denis ve Francii. Objevují se i hypotézy, že během svého pobytu v Římě byl ovlivněn pracemi Florenťanů Piera a Antonia del Pollaiuola, kteří v té době zhotovovali náhrobek papežů Sixta IV. a Inocence VIII. nacházející se v chrámu sv. Petra. Na obou náhrobcích s podobiznami panovníků je patrné Torrigianovo mistrovské zpracování figury přelité do bronzu. Obličejové partie jsou vymodelovány zcela realisticky s přesným zpracováním mimických svalů na obličeji. Umění modelace lidských svalů přejal především od Lorenza Ghibertiho a jeho Rajských dveří ve Florencii, konkrétně z jeho vlastní podobizny. Pokročilá realističnost figury má za následek odklon od gotické statičnosti, těžkopádnosti a strnulosti. Torrigiano dokončil náhrobek zřejmě v závěru roku 1518.

## Cesta do španělské Sevilly
Kromě Anglie, kam Torrigiano přinesl nový sloh, to bylo i Španělsko, kde se opět projevil jako vynikající mistr. V guadalupském klášteře byl zachován dokument, kde stálo, že roku 1526 vytváří terakotovou sochu sv. Jeronýma. Na cestě do města Sevilla se spekuluje o tom, že si jeho služby vyžádala i královna Isabela Portugalská. V Seville podle Vasariho obdržel zakázku na terakotový krucifix a pro klášter sv. Jeronýma vytvořil skulpturu Kajícího se sv. Jeronýma, i další zakázku pro jistého vévodu z Arcu. Díky nedorozumění, co se týče finanční odměny se Torrigiano díky své vznětlivosti dostal do nesnází s inkvizicí, která jej odsoudila uvrhnutím do vězení. Na skulptuře Sv. Jeronýma se Torrigianovi podařilo odklonit se od gotické statičnosti a zároveň také předběhnout některé významné sochaře renesance. Užil zde opět terakotu s polychromií. Výrazná anatomie a realističnost starého těla je přítomná až později v baroku na plátnech caravaggistů jako Jacopa Ribery a jiných. Důmyslně skládaná drapérie dodává postavě větší objemovost. Obličejové partie se zachovalou polychromií předznamenávají španělskou barokní realističnost typickou svou fascinující psychologičností. Socha byla dokončena roku 1525. Sám umírá v létě kolem roku 1528.